# Helpless
Helpless es el decimoseguno episodio de la tercera temporada de Buffy the Vampire Slayer.

## Argumento
Buffy y Ángel entrenan en la Mansión. La Cazadora está ansiosa por pasar algún tiempo con su padre en un espectáculo sobre hielo. Más tarde en la biblioteca, Giles le guía en un experimento con piedras vibratorias. De patrulla, lucha contra un vampiro pero pierde su fuerza. La Cazadora siente que ya no es la misma pero Giles le asegura que todo estará bien.
Tres hombres trabajan en una vieja casa abandonada. Uno de ellos es Quentin Travers, del Consejo de Vigilantes.
Buffy recibe un regalo de su padre, como disculpa por no poder acudir a la cita por su cumpleaños. Piensa en Giles para que le acompañe, pues es como un padre para ella, pero éste quiere que se concentre en una de las piedras. Cuando está en trance, Giles le inyecta una sustancia. Buffy ha perdido sus poderes y Giles habla con Quentin: no está de acuerdo con el examen por el que deben pasar todas las Cazadoras cuando cumplen 18 años. Buffy debe sobrevivir a un encuentro con un vampiro, Zachary Kralik, un antiguo psicópata. Todo parece estar preparado pero el vampiro ataca a uno de los vigilantes y lo convierte en vampiro. Ambos acaban con su compañero.
En la biblioteca, sus amigos tratan de buscar información sobre lo que le está sucediendo a Buffy. Ángel la consuela ante la posibilidad de la pérdida de su poderes y habilidades. Giles visita la casa donde Buffy tiene que pasar la prueba de madurez y encuentra uno de los cuerpos destrozado. Acaba contándoselo todo a Buffy: ha estado inyectándole un suero, un compuesto relajante muscular y supresor de adrenalina. Le pide a Cordelia que la lleve a su casa. De camino, Joyce escucha un ruido en la puerta y al salir encuentra el abrigo de Buffy. Cuando su hija llega a casa encuentra fotos de su madre y Kralik.
Buffy acude a rescatar a su madre, pero casi no puede con la bolsa de armas. Atrapada en la casa, tiene que enfrentarse a ambos vampiros. Kralik consigue atrapar a Buffy pero de pronto es atacado por el dolor que le causa su falta de píldoras. Cuando Buffy encuentra a su madre el vampiro reaparece. Toma las píldoras con un vaso de agua mientras Buffy sostiene una botella vacía de agua bendita, que era lo que contenía el vaso. Kralik se da cuenta demasiado tarde de su error, y muere consumido por el agua bendita que bebió. Giles aparece y termina con el otro vampiro, Blair.
En la biblioteca, Quentin les dice que Buffy ha pasado la prueba pero tiene malas noticias: Giles ha demostrado que su relación con Buffy es demasiado cercana, así que es relevado de su puesto como Vigilante.

## Reparto

### Personajes principales
- Sarah Michelle Gellar como Buffy Summers.
- Nicholas Brendon como Xander Harris.
- Alyson Hannigan como Willow Rosenberg.
- Charisma Carpenter como Cordelia Chase.
- David Boreanaz como Angelus.
- Seth Green como Oz.
- Anthony Stewart Head como Rupert Giles.

### Apariciones especiales
- Kristine Sutherland como Joyce Summers.
- Jeff Kober como Zachary Kralik.
- Harris Yulin como Quentin Travers.

### Personajes secundarios
- Dominic Keating como Blair.
- David Haydn-Jones como Hobson.
- Nick Cornish como Chico.
- Don Dowe como Trabajador en la construcción.

## Producción

### Guion
Al guion también se le conoce bajo el nombre de «18» porque trata sobre el 18º cumpleaños de Buffy.
En el audiocomentario del DVD, David fury cuenta que el nombre de Zachary Kralick viene de su propio sobrino.

### Música
- Christophe Beck - «A Father's Love»
- Christophe Beck - «Betrayal»
- Christophe Beck - «Kralik's House»

## Continuidad
Aquí se presentan los hechos que o bien influyen en la tercera temporada exclusivamente, o bien que viniendo de episodios anteriores influyen en este. Y por último, acontecimientos que ocurren en estw episodio que influyen en las demás temporadas o en alguna otra temporada.

### Para todas o las demás temporadas
- Giles revela sus sentimientos paternos hacia Buffy.
- Buffy comienza a separarse del Consejo, culminando en la decisión de operar fuera del mismo.
- Quentin Travers, líder del Consejo de Vigilantes se muestra por primera vez.